# M-3Cロケット
M-3Cロケット（ミュー3シー ロケット）は、東京大学宇宙航空研究所（後の文部省宇宙科学研究所、現宇宙航空研究開発機構宇宙科学研究所、以下、東大）が日産自動車宇宙航空事業部（以下、日産）と共同で開発し、日産が製造、東大が運用した科学衛星打ち上げ用の3段式の固体燃料ロケット。

## 技術的特徴
L-4Sに誘導制御装置を付加したL-4SCロケット（5機打ち上げ）を用いて開発が行われた。第1段目、第3段目は無誘導、第2段目のみ液体噴射によるTVCとサイドジェットで誘導制御を行う。
当初は、4段構成のM-4SCとして開発される予定であったが、誘導装置の簡素化のため3段式となった。無誘導のM-4Sロケットの頃は、風に流される事があっても確実な衛星軌道投入を実現するため、近地点700km、遠地点2500kmから4500km付近（遠地点は衛星重量により大きく変化する）を「目標軌道」として衛星打ち上げを行わざるを得なかった。このため、ロケットが設定した軌道にあわせた目的の衛星しか製作できず、また実際の低軌道打ち上げ能力より大幅に小さい衛星しか軌道に投入できなかった。しかし、M-3Cで衛星の目的と大きさを考慮した軌道を自由に選べることとなり、軌道投入できる衛星の大きさがM-4Sより大きくなった。また打ち上げ能力自体もロケット燃料技術の進歩により、M-4Sより若干向上している。
M-3CとM-3Hロケットは構成上共通点が多く、両者を併せてミューロケットの第二世代と見なされている。M-3Cは打ち上げに失敗した衛星の代替機を打ち上げる必要があったことからM-3H登場後も残され、結果的に運用終了はM-3Hのほうが先だった。
なお、誤解されがちではあるが、M-3Cロケットを始め、M-3Hロケット、M-3Sロケット、M-3SIIロケットは誘導制御ロケットだが、飛翔マニューバーはL-4SロケットやM-4Sロケットと同様の無誘導方式（重力ターン方式#無誘導重力ターン）である。これらのロケットに搭載された誘導制御装置は、垂直面内の制御についてはあらかじめランチャーにより設定された理想飛翔経路と実経路とのズレを補正しているだけに過ぎない。ランチャーによって定められた理想経路に従って飛行した第1段目と第2段目の燃焼が終了した後、第2段目のサイドジェットにより姿勢を制御されスピンモーターによってスピンを加えられた第3段目は放物線を慣性飛行し、その頂点付近で燃焼を開始する（第3段目の打ち出し方向と燃焼開始時間の制御により、第2段目までの推力誤差の修正を行う。）。ISASの衛星打ち上げロケットが垂直面内方向で、積極的な飛翔経路変更を行うようになったのは、M-Vロケットからである。

## 仕様
- 全長20.2m 直径1.41m 重量41.8t 低軌道打ち上げ能力195kg

1号機から2号機までは、姿勢検出をM-4Sの姿勢制御部（第3段目と第4段目の間に挿入されている）と同様の方式で行っており、検出精度が不十分であったが、3号機（失敗）から新しい方式に変更した。この方式はM-3H,M-3Sにも引き継がれている。また、1号機の第2段は第1段目が風で流された結果を相殺するような飛翔補正を行わず、打ち上げ前にあらかじめ定められた角度への飛翔補正を行っている。「たんせい2号」の軌道精度が他のものより悪いのは、これが原因である。

## 打ち上げ実績
| 名称  | 打上げ日時 （JST） | 成否 | 積荷                   | 重量（kg） | 目標軌道 近-遠地点 軌道傾斜角        | 衛星の軌道 近-遠地点 軌道傾斜角  | 備考                                 |
| ----- | ------------------ | ---- | ---------------------- | ---------- | ------------------------------------ | -------------------------------- | ------------------------------------ |
| 1号機 | 1974年2月16日      | 成功 | たんせい2号 （MS-T2）  | 56         | 近253.03km 遠3,746.3km 傾斜角31.123° | 近288km 遠3,238km 傾斜角31.2°    | 試験衛星                             |
| 2号機 | 1975年2月24日      | 成功 | たいよう （SRATS）     | 86         | 近256.26km 遠2,847.7km 傾斜角31.262° | 近255.24km 遠3,136km 傾斜角31.5° | 超高層大気観測衛星                   |
| 3号機 | 1976年2月4日       | 失敗 | 科学衛星 （CORSA）     |            | 近549.01km 遠659.77km 傾斜角30.179°  |                                  | 制御装置の信号異常により軌道投入失敗 |
| 4号機 | 1979年2月21日      | 成功 | はくちょう （CORSA-b） | 96         |                                      | 近545km 遠577km 傾斜角30°        | 日本初のX線天文衛星                  |